# Landkreis Merzig-Wadern
Landkreis Merzig-Wadern är ett distrikt (Landkreis) i nordvästra delen av det tyska förbundslandet Saarland. 

## Städer och kommuner som inte är städer
| Towns               | Municipalities                                                    |
| ------------------- | ----------------------------------------------------------------- |
| 1. Merzig 2. Wadern | 1. Beckingen 2. Losheim am See 3. Mettlach 4. Perl 5. Weiskirchen |